# Francia parlament
A francia parlament (franciául Parlement français) a Francia Köztársaság kétkamarás törvényhozása.
A francia parlament Szenátusból és a Nemzetgyűlésből áll. Ezek külön helyen üléseznek: a Szenátus a Luxembourg-palotában, a Nemzetgyűlés a Bourbon-palotában. Ügyrendjük és munkamenetük is különböző. A két ház akkor ülésezik együtt, ha a francia alkotmány módosítása kerül napirendre. Az együttes üléseket a Versailles-i kastélyban tartják.

## Szervezete és jogkörei
A francia parlament évente ülésezik, az ülésszak kilenc hónap hosszúságú. Különleges körülmények között a köztársasági elnök egynél többször is összehívhatja a parlamentet. A Negyedik Köztársaság óta csökkentek a parlament jogkörei, de a Nemzetgyűlés még mindig menesztheti a kormányt, abszolút többség által megszavazott bizalmatlansági indítvány útján. Emiatt a kormány általában ugyanolyan pártszínezetű, mint a nemzetgyűlési többség.
A miniszterelnököt és a minisztereket azonban nem a parlament, hanem az elnök nevezi ki, és nincs rá alkotmányos kényszer, hogy a parlamenti többségből kerüljenek ki. Ezt az Ötödik Köztársaság alapítója, Charles De Gaulle vezette be, hogy megelőzze a Harmadik Köztársaság és a Negyedik Köztársaság idején tapasztalt zűrzavaros alkudozásokat. A gyakorlatban a kormánytagok a parlamenti többségből jönnek, bár a konzervatív elnök Sarkozy szocialista minisztereket és államtitkárokat is kinevezett.
Azt az esetet, amikor az elnök nem ugyanabból a pártból jön, mint a miniszterelnök, kohabitációnak nevezik. Ilyenkor az elnök vezényli a kormányt.
A kormány erős befolyást gyakorol a parlament napirendjére. A kormány saját sorsát is hozzákötheti valamely jogszabály-javaslatához. Az ilyen javaslatot szavazás nélkül is elfogadottnak tekintik, kivéve ha 24 órán belül születik egy cenzúrajavaslat, amit az ezt követő 48 órán belül elfogad a parlament. Utóbbi esetben bukik a kormány. Ezt a procedúrát azonban korlátok közé szorította a 2008-as alkotmánymódosítás. A jogszabályok kezdeményezésének joga egyébként a Nemzetgyűlésé.
A parlament tagjainak mentelmi joga van.
Mindkét parlamenti háznak vannak bizottságai, amelyek jelentéseket fogalmaznak. Szükség esetén vizsgálóbizottságokat állíthatnak fel, amelyek széles jogkörrel vizsgálódhatnak. Ilyen bizottság azonban ritkán áll fel, mivel a parlamenti többség visszautasíthatja az ellenzéki javaslatot vizsgálóbizottság felállítására. Ilyen bizottság létrehozását vagy vizsgálódását az is kizárja, ha a vizsgálat témáját fedő ügyben jogi eljárás folyik. Vizsgálóbizottság felállítása így megakadályozható ezen az úton is.

## Története
A francia parlamentet, mint törvényhozást, nem szabad összekeverni az Ancien régime számos parlement nevű testületével, amelyek bírósági vagy bizonyos politikai funkciókat töltöttek be, amelyek tartományról tartományra változtak.
A parlament szó mai értelme a 19. században jelent meg Franciaországban, az alkotmányos monarchia idején, 1830 és 1848 között. Semmilyen alkotmányszöveg nem említi, egészen a Negyedik Köztársaság 1948-as alkotmányáig. Korábban használatban volt a  "les Chambres" megnevezés (azaz: a kamarák), vagy külön megnevezték valamelyik kamarát. Általános parlament jelentésű szó nem volt, mint a briteknél. Franciaországban egykamarás, kétkamarás, vagy többkamarás parlamentek működtek, különböző jogkörökkel.
| Dátum     | Alkotmány                                    | Felsőház                 | Alsóház                              | Más kamara | Együttes ülés              | Egyetlen kamara     |
| --------- | -------------------------------------------- | ------------------------ | ------------------------------------ | ---------- | -------------------------- | ------------------- |
| 1791      | Francia alkotmány (1791)                     |                          |                                      |            |                            | Assemblée Nationale |
| 1793      | Francia alkotmány (1793)                     |                          |                                      |            |                            | Corps législatif    |
| 1795–1799 | A III. év alkotmánya                         | Conseil des Anciens      | Conseil des Cinq-Cents               |            |                            |                     |
| 1799–1802 | A VIII. év alkotmánya                        | Sénat conservateur       | Corps législatif                     | Tribunat   |                            |                     |
| 1802–1804 | A X. év alkotmánya                           | Sénat conservateur       | Corps législatif                     | Tribunat   |                            |                     |
| 1804–1814 | A XII. év alkotmánya                         | Sénat conservateur       | Corps législatif                     | Tribunat   |                            |                     |
| 1814–1815 | 1814-es alkotmányszerződés                   | Főúri kamara             | Chambre des députés des départements |            |                            |                     |
| 1815      | Kiegészítő törvény a birodalom alkotmányához | Főúri kamara             | Képviselők kamarája                  |            |                            |                     |
| 1830–1848 | 1830-as alkotmányszerződés                   | Főúri kamara             | Küldöttek kamarája                   |            |                            |                     |
| 1848–1852 | Francia alkotmány (1848)                     |                          |                                      |            |                            | Assemblée Nationale |
| 1852–1870 | Francia alkotmány (1852)                     | Sénat                    | Corps législatif                     |            |                            |                     |
| 1871–1875 |                                              |                          |                                      |            |                            | Assemblée Nationale |
| 1875–1940 | 1875-ös francia alkotmánytörvények           | Sénat                    | Küldöttek kamarája                   |            | Assemblée Nationale        |                     |
| 1940–1944 | 1940-es francia alkotmánytörvények           |                          |                                      |            |                            |                     |
| 1944–1946 | A Francia Köztársaság ideiglenes kormánya    |                          |                                      |            |                            | Assemblée Nationale |
| 1946–1958 | French alkotmány (1946)                      | Conseil de la République | Assemblée Nationale                  |            | Parliament                 |                     |
| 1958 óta  | Franciaország alkotmánya                     | Sénat                    | Assemblée Nationale                  |            | Parlement réuni en Congrès |                     |

## Fordítás
- Ez a szócikk részben vagy egészben  a   French Parliament című angol Wikipédia-szócikk ezen változatának fordításán alapul.  Az eredeti cikk szerkesztőit annak laptörténete sorolja fel. Ez a jelzés csupán a megfogalmazás eredetét és a szerzői jogokat jelzi, nem szolgál a cikkben szereplő információk forrásmegjelöléseként.